# Saint-Marcelin-de-Cray
Saint-Marcelin-de-Cray település Franciaországban, Saône-et-Loire megyében. Lakosainak száma 196 fő (2022. január 1.). Saint-Marcelin-de-Cray Mary, Chevagny-sur-Guye, Passy, Saint-Martin-la-Patrouille, Sigy-le-Châtel és Le Rousset-Marizy községekkel határos.

## Népesség
A település népessége az elmúlt években az alábbi módon változott:
| Lakosok száma | 185  | 185  | 188  | 186  | 187  | 189  | 190  | 190  | 196  |
|               | 2013 | 2015 | 2016 | 2017 | 2018 | 2019 | 2020 | 2021 | 2022 |